# شورش لژونرها و قتل‌عام بخارست
شورش لژیونرها در پوگروم بخارست، رومانی، بین ۲۱ تا ۲۳ ژانویه ۱۹۴۱ اتفاق افتاد. سازمان شبه نظامی گارد آهنین شورش کرد و در طول این شورش و قتل‌عام، گارد آهنی ۱۲۵ یهودی را کشت و ۳۰ سرباز در درگیری با این شورشیان کشته شده‌اند. پس از آن، فعالیت جنبش گارد آهنی ممنوع اعلام شد و ۹۰۰۰ تن از اعضای آن زندانی شدند.